# Akjar
Akjar (ros. Акъяр, baszk. Аҡъяр) – wieś w Rosji, w Baszkortostanie. W 2010 roku liczyła 6941 mieszkańców.